# Ferula akitschkensis
Ferula akitschkensis là một loài thực vật có hoa trong họ Hoa tán. Loài này được B.Fedtsch. ex Koso-Pol. mô tả khoa học đầu tiên năm 1925.